# پاکنهم، ویکتوریا
پاکنهم (به انگلیسی: Pakenham) یک منطقهٔ مسکونی در استرالیا است که در شایر کاردینیا واقع شده‌است.